# نخلة العاج
نخلة العاج أو نخلة الجوز العاجي (الاسم العلمي: Phytelephas)، جنس من ستة أنواع من الفصيلة الفوفلية، وهي شجرة قصيرة موطنها أمريكا الجنوبية. سميت بذلك لأن بذورها كانت تستعمل بدائل للعاج. وتنمو الشجرة ببطء ولها جذع قصير جدا.
ونخل العاج ذو أوراق رهيفة ريشية وتحمل الأشجار أزهارًا عطرية. ونخل العاج نوعان ذكر أو أنثي، وتنمو الأزهار الأنثوية فوق رأس يقوم على ساق وتشكل في النهاية عنقودًا كبيرًا من الثمار شبيهة بالنتوءات. وتحمل كل ثمرة عددًا من البذرات يتراوح ما بين ست بذرات وتسع. وعندما تنضج الثمرة ينشق جزؤها الأسفل وتنفتح وتسقط بذورها على الأرض وتصلح ثمارها غير الناضجة للأكل ولكنها حين تنضج تصبح صلبة وبيضاء ثم تبدو البذور كالعاج إلى حد كبير ولهذا يسمونها العاج النباتي.
كان العاج النباتي في وقت من الأوقات بديلا مهما للعاج. فقد استعمل في صنع الأزرار وقطع الشطرنج والحلي الصغيرة. وهويمتص الأصباغ بسهولة ويكتسب لمعانًا شديدًا دائما كما يسهل نحته.